# Siimurahu
Siimurahu – estońska wyspa na Morzu Bałtyckim, na obszarze cieśniny Väinameri, u zachodnich wybrzeży kraju. Na północny zachód od wyspy położona jest Väike Siimurahu, na wschodzie niewielką zatoką oddzielona jest od półwyspu Sassi.
Zajmuje powierzchnię 4,376 ha. Obwód wyspy wynosi 930 m. Administracyjnie znajduje się w prowincji Läänemaa, w gminie Ridala. W całości stanowi obszar chroniony. Wyspa pozbawiona jest roślinności wysokiej.